# رجل أحبه (فلم)
رجل أحبه (بالفرنسية: Un homme qui me plaît) (بالإنجليزية: Love Is a Funny Thing) فيلم كوميدي، درامي، رومانسي فرنسي لعام 1969 من إخراج كلود ليلوش، كتب الفيلم  كلود بينوتو، وبيير أوترهوفن. الفيلم من بطولة جان بول بلموندو وآني جيراردو، ولقاء عرضي في الولايات المتحدة بين ممثلة وملحن. صدر الفيلم إلى دور العرض الفرنسية بتاريخ 3 ديسمبر 1969.

## طاقم التمثيل
جان بول بلموندو: في دور هنري
آني جيراردو: في دور فرانسواز
كاز جاراس: في دور بول
بيتر بيرجمان: في دور المدير
فرح فاوست: في دور باتريشيا
فوستر هود: في دور هندي
بيل كوين: في دور مسافر
تيموثي بليك: في دور دومينو
جيري سيبرلي: في دور نادل المقهى
ماري بيا كونتي: في دور زوجة هنري
أرتورو دومينيسي: في دور مسؤول الجمارك
سويت إيما: في دور سويت إيما
مارسيل بوزو: في دور زوج فرانسواز

## ملخص أحداث الفيلم
يستعد طاقم عمل فيلم فرنسي يصور في لوس أنجلوس، وتجتمع نجمة الفيلم الفرنسية فرانسواز (آني جيراردو)، والتي تركت ابنها وزوجها في باريس، مع ملحن موسيقى الفيلم الفرنسي أيضًا، هنري (جان بول بلموندو)، والذي يحمل الجنسية الإيطالية وترك زوجته وابنته في روما. يقع فرانسواز وهنري في الحب، ويصبحون كعشاق في شهر عسل. يقومون برحلة عبر أمريكا، والتي ستأخذهم من الإعدادات الغربية لأريزونا إلى مباني نيويورك، عبر أوكار القمار في لاس فيغاس ومغني الجاز في نيويورك، ونيو أورليانز. كلاهما يرسل أو يستقبل مكالمات هاتفية تذكرهم بعدم استقرار وضعهم، وعندما تحين لحظة الانفصال،  يعدان بعضهم بالطلاق والالتقاء في منتصف الطريق بين روما وباريس. تقف فرانسواز بعد ثلاثة أسابيع، في مطار نيس، تنتظر هنري. تقوم بمعاينة كل رواد المطار، بانفعالات مختلفة بين اليأس والأمل، ويبدو أن هنري كان قد نسي بالفعل مغامرته، بينما الشابة، التي تأثرت بعمق أكبر، تنتظره عبثًا في المطار.

## استقبال الفيلم
كتب موقع «كاش بوكس»: «النتيجة النهائية ستكون مختلطة! مع 1.4 مليون متفرج في فرنسا، لا يزال هناك خيبة أمل نسبية لبيلموندو، الذي لا يجب أن يقلق وخصوصاً بعد نجاح» بورسالينو«، وعندما يتم إصدار الفيلم وهو يعرف جيدًا الإمكانات التجارية العظيمة لإصدارته المستقبلية. بالنسبة لآني جيراردوت، يعتبر الفيلم دليلاً آخر على موهبتها ولا داعي للقلق بشأنها، فهي مطلوبة بشدة نظرًا لموهبتها وتنوعها في الأدوار من الكوميديا إلى الدراما».
كتب رينود على الموقع الفرنسي «جو ماتارد»: «لم تكن أفلام كلود لولوش تجذبني بشكل خاص، باستثناء فيلم واحد مع لينو فينتورا في بداية السبعينيات (عام جديد سعيد)، وهنا قصة رومانسية سخيفة للغاية لفتت نظري دون سابق إنذار بسبب الكيمياء بين البطلين بلموندو / جيراردو».
كتب توماس بلاكلي في الصحيفة اليومية بيتسبرج برس: «ان هذه القصة غير المثيرة للإعجاب، لا تقلل من صفات النجم بلموندو، الذي دائمًا ما تكون شخصية رائعة يجب مشاهدتها، وجيراردو الممثلة الممتازة في حد ذاتها، ومن المؤسف جدًا أنهم لا يشاركون في شيء يستحق مواهبهم الكبيرة».
كتب جين دي بارونسيلي في الصحيفة الفرنسية «لوموند»: «يعيد كلود ليلوش هنا إحياء الموضوعات العاطفية، التي تسببت في نجاح فيلمه» رجل وامرأة«، بما فيها من شكوك وأكاذيب وإبهار وحسرة، هو الهدف الوحيد لهذا الفيلم الجديد. يصف المحلل، كلود ليلوش، الارتفاع البطيء والمقلق للعاطفة لدى أثنين يعتقدان أنهما محصوران في المتعة: رجل أخلاقي، يذكرنا أن الحب يتطلب دائمًا الشجاعة وأن النساء في هذا المجال غالبًا ما يكون لديهن شجاعة أكثر من الرجال».
كتب الموقع الفرنسي آرتي في 22 ديسمبر 2018: «فيلم» رجل احبه«هو فيلم تافه مخادع. الجو المبهج والمريح في البداية يأخذ تدريجيًا الجدية حتى النهاية المؤثرة، مع لقطة جميلة على الوجه التعبيري لآني جيراردو يوقع ليلوش على فيلم يبدو أنه نقيض نجاحه الكبير الأول» رجل وامرأة«. لم يعد الأمر يتعلق بتمجيد الفضائل التصالحية للقاء الرومانسي الذي يؤدي إلى ولادة زوجين، بل على العكس يقدم ليلوش علاقة بلا مستقبل، بين امرأة ورجل، يخونون الزوجين، دون إخفاء أي أكاذيب أو حيل أو عواقب وخيمة أخرى. الموسيقار الذي يلعبه بيلموندو هو طفل مدلل يستخدم قوة الإغواء الخاصة به ويسيء استخدامها، ولا يخشى إظهار نفسه كما هو: أناني، ممتع، منافق. يستمتع ليلوش بتصوير البطل مفتول العضلات، غير المقيد بتواطؤ الممثل الذي لا يخشى اللعب بصورته وشخصيته».
كتبت خديجة موسو من المجلة الفرنسية «ايل»: «يصور كلود ليلوش في الوقت الحقيقي تقريبًا الرومانسية الناشئة بين مؤلف موسيقي (بلموندو) وممثلة سينمائية (آني جيراردو)، وكلاهما مقيد في الولايات المتحدة طوال فترة تصوير الفيلم. فيلم روائي طويل ينطبق على المسرحية الطبيعية للغاية لهذين العظماء في السينما، مثل معركة الكاريزما بين الاثنين».

## روابط خارجية
- مقالات تستعمل روابط فنية بلا صلة مع ويكي بيانات